# 4529 Webern
4529 Webern è un asteroide della fascia principale. Scoperto nel 1984, presenta un'orbita caratterizzata da un semiasse maggiore pari a 3,0130163 UA e da un'eccentricità di 0,0600187, inclinata di 10,99712° rispetto all'eclittica.
Dal 5 settembre al 4 ottobre 1990, quando 4559 Strauss ricevette la denominazione ufficiale, è stato l'asteroide denominato con il più alto numero ordinale. Prima della sua denominazione, il primato era di 4460 Bihoro.
L'asteroide è dedicato al compositore austriaco Anton Webern.